# Ясуке
Ясуке (яп. 弥助 або яп. 弥介, яп. 彌助 або яп. 彌介; 1530-ті, Мозамбік — невідомо, Кіото) — зброєносець африканського походження, який служив у період Сенгоку даймьо Ода Нобунаґа. Ясуке прибув до Японії в 1579 році, бувши слугою італійського єзуїтського місіонера Алессандро Валіньяно. Ясуке був присутній під час примусового самогубства Оди Нобунаґи 21 червня 1582 року). Іноді вважається, що Ясуке був першим африканцем, якого побачив Нобунаґа. Він був одним з багатьох африканців, які прибули в Японію в рамках «торгівлі з південними варварами».

## Біографія

### Рання біографія
Згідно з Histoire ecclésiastique des isles et royaumes du Japon (з фр.  — «Церковна історія островів і королівств Японії»), книги єзуїта Франсуа Сольє 1627 року, Ясуке, імовірніше, був родом із Мозамбіку. Проте думка Сольє була лише припущенням, оскільки Ясуке жив за півстоліття до написання книги. Не збереглося жодного більш раннього джерела про походження африканця.
Ця теорія може бути правдивою, оскільки Мозамбік тоді був колонією Португалії, і звідти вивозилися й інші раби. Вважається, що перші африканські раби в Японії були мозамбікцями. Вони вперше були привезені в 1546 році як товариші по плаванню або раби.
Згідно з розслідуванням японської телепередачі «Відкриття таємниць світу» 2013 року, Ясуке походив з народу макуа, а його ім'я при народженні було Ясуфе. Швидше за все, ім'я Ясуфе — варіант популярного мозамбіцького імені Іссуфо. Проте розслідування не зовсім відповідало стандартам журналістського розслідування, також передача надала мало доказів цієї теорії. Приміром, не було задокументовано жодного значного контакту народу макуа і португальців до 1585 року.
Є також теорія, що Ясуке походив з народу Яо, з внутрішньої частини Мозамбіку. Цим може пояснюватися його ім'я: до назви народу додається суфікс чоловічого імені -суке, утворюючи ім'я Яосуке, яке могло перетворитися в Ясуке.
Відповідно до іншої теорії, Ясуке був представником народу сідді з Ефіопії. На думку дослідника Томаса Локли, ця теорія більш вірогідна. На користь цього припущення говорить, наприклад, те, що сідді були добре організованими і вмілими воїнами, на відміну від багатьох інших народів Східної Африки. Його рідне ефіопське ім'я могло звучати як Ісаке або Їсаке. Можливо, його португальським ім'ям було Isaque, варіант імені Ісаак. Крім того, Ясуфе — це ефіопське прізвище, також могло бути рідним прізвищем Ясуке.
Також можливо, що Ясуке походив з народу динка з Південного Судану. Ясуке був відомий у Японії завдяки високому зросту і дуже темній шкірі. Народ динка якраз є найвищим народом в Африці, а також колір їхньої шкіри темніший, ніж у жителів Ефіопії, Еритреї та Сомалі. Однак у дорослих чоловіків з народу динка був ритуальний звичай наносити на обличчя татуювання у вигляді візерунків, а у Ясуке таких татуювань не було.

### Життя в Японії
Ясуке прибув до Японії в 1579 році як слуга єзуїтського місіонера Алессандро Валіньяно, який брав участь в єзуїтських місіях в Ост-Індії. Він супроводжував Валіньяно, коли той приїхав до столиці в березні 1581 року, і його поява викликала великий інтерес у місцевих жителів.
Коли Ясуке був представлений Оді Нобуназі, даймьо подумав, що шкіра африканця була пофарбована чорнилом. Нобунаґа змусив його роздягнутися до пояса і почистити шкіру. Ці події описуються в листі і книзі місіонера Луїша Фроїша. Коли Нобунаґа зрозумів, що в африканця від природи настільки чорна шкіра, він особливо ним зацікавився.
У самурайськім літописі «Записи про князя Нобунаґу» також згадується цей випадок. Там описують цю подію так: «Двадцять третього числа другого місяця [23 березня 1581], чорний зброєносець прибув з християнських країн. Чоловік був здоровим та хороший характером і Нобунаґа похвалив силу Ясуке. Племінник Нобунаґи дав йому суму грошей на цій першій зустрічі».
14 травня Ясуке відправився в провінцію Етідзен разом з Фрушем та іншими християнами. Під час цієї поїздки вони зустрілися з іншими місцевими полководцями, такими як Сібата Кацутойо, Ода Хідекацу і Сібата Кацуіє. Вони повернулися в Кіото 30 травня. В якийсь момент, хоч і неясно, коли саме, Ясуке поступив на службу до Оди Нобунаґи.
Цілком ймовірно, що Ясуке вивчив японську мову і добре говорив нею, можливо, завдяки зусиллям Валіньяно, щоб його місіонери добре адаптувалися до місцевої культури. Відомо, що Нобунаґа із задоволенням спілкувався з Ясуке (немає ніяких доказів того, що Нобунаґа говорив по-португальськи, і малоймовірно, що Ясуке зміг би спілкуватися класичною китайською, азійською лінгва франка того часу). Швидше за все, Ясуке був єдиним слугою Нобунаґи неяпонського походження. Це може пояснити інтерес Оди до Ясуке.
Згідно «Записів про князя Нобунаґу», у Ясуке була власна резиденція і коротка церемоніальна катана. Нобунаґа також поклав на нього обов'язок зброєносця.
Після перемоги над родом Такеда Нобунаґа разом з групою воїнів, включаючи Ясуке, вирушили на огляд території роду Такеда. На шляху назад вони зустріли Токугаву Іеясу. Слуга Іеясу Мацудайра Іетада описав зріст Ясуке як «6 сяку 2 кен»[уточнити] (188 см), його шкіру він описав як «чорну, наче вугілля».
У червні 1582 року на Нобунаґу напав Акеті Міцухіде біля монастиря Хонно в Кіото, і Нобунаґа вимушено зробив харакірі. Ясуке бився тоді проти армії Акеті. Після смерті Нобунаґи Ясуке приєднався до спадкоємця Оди Нобутади. Нобутада намагався згуртувати сили у замку Нідзьо. Ясуке бився разом з силами Нобутади, але зрештою був захоплений. Коли Ясуке представили Акеті, воєначальник нібито сказав, що чорний чоловік був твариною, а не японцем, і тому не повинен бути убитий. Ясуке відправили в християнську церкву Нанбандзі у Кіото. Про подальшу долю Ясуке нічого не відомо.